# 盛福
盛福（英語：Shing Fuk，代號N08）是香港北區區議會下轄的選區，1999年設立，2023年取消，末任區議員為工聯會及民建聯成員溫和達。

## 範圍
盛福選區位於粉嶺公路以南，包括整條嘉福邨、嘉盛苑與鄰近由置福圍連接的地區，得名自嘉盛苑及嘉福邨。與其相連的選區有粉嶺市、祥華以及粉嶺南，投票站設於聖公會嘉福榮真小學。

## 沿革
嘉福邨、嘉盛苑於1996年入伙，在1994年區議會選舉中，有關範圍及吉祥街劃入粉上選區。
1999年區議會選舉，嘉福邨、嘉盛苑及吉祥街範圍合為嘉福選區，民主黨派出岑永根對上民主建港聯盟黃來娣，結果由岑以1,762票多於黃的1,105票而贏得本區。
2003年區議會選舉，嘉福選區加入原屬華心選區的置福圍，民建聯派出溫和達和民主黨岑永根對壘，同時獨立候選人張君灝參選，形成三方混戰局面，結果岑以約千多票之差，打敗另外兩人當選。
2007年區議會選舉，選舉管理委員會就是次選舉的選區分界向公眾進行諮詢期間，有意見認為因嘉盛苑的人口比嘉福邨多，本區應易名為盛福，最終選管會接納建議並採用。而一直在區內活躍的溫和達，獲得2,800票擊敗競逐連任的岑永根所獲的約1,800多票當選。
2011年區議會選舉，溫和達繼續尋求連任，民主黨改由王浩泉出戰，最後溫以六成半得票的2,885票當選。2012年因應工聯會民建聯分家，溫和達只以工聯會身份活動。
2015年區議會選舉，因應選區重新劃界，吉祥街範圍改劃到新設立的粉嶺南選區，由於未有其他人報名參選，溫和達以自動當選姿態連任。
2019年區議會選舉溫和達競逐連任，對手分別是自反對逃犯條例修訂草案運動起一直活躍於粉嶺站連儂牆的呂智恆、以及於同年才加入新民主同盟，於2000年代上旬曾任附近華明選區區議員的民主黨及新思維前成員黃良喜。
呂智恆早於2019年5月向泛民主派了解，本區為未有任何民主派人士參選的「白區」，並向新民主同盟范國威表示自己有意參選，惟在同年7月新民主同盟卻派出黃良喜進行社區服務，呂更在選舉期間於Facebook撰文提及自己決定選擇參選本區的經過，更暗批黃拒絕參加此選區民主派初選，以及基於往績不應由黃良喜代表民主派出選此選區；而黃亦在Facebook發帖反駁，指呂選擇性引用資料及數據攻擊自己，破壞初選的互信基礎，令到民主派初選難以進行。另外曾於同年7月初加入反自動當選運動，並一度表示有意參選本區的前警察總部餐廳經理徐逸昇，亦於同年9月宣布放棄參選。
最終呂黃協調破裂，雙方決意參選下，溫和達以約四成二得票率，約五百多票之差擊敗呂智恆成功連任；惟呂黃合共所得票數，還要比溫和達多出約一千二百票。此選區更因此成為是次選舉北區區議會僅有的三個由建制派當選的選區其中之一，同時令新民主同盟未能爭取20人全勝不敗紀錄。此亦導致華明區議員陳惠達，未能獲得北區連線支持擔任北區區議會主席的主要原因。而選後溫和達重返民建聯，以顯示建制派團結。

## 歷屆議員
| 選區名稱 | 屆別           | 議員   | 政治聯繫        | 政治聯繫        |
| -------- | -------------- | ------ | --------------- | --------------- |
| 嘉福     | 2000年－2003年 | 岑永根 |                 | 民主黨          |
| 嘉福     | 2004年－2007年 | 岑永根 |                 | 民主黨          |
| 盛福     | 2008年－2011年 | 溫和達 |                 | 工聯會 · 民建聯 |
| 盛福     | 2012年－2015年 | 溫和達 | 工聯會          |                 |
| 盛福     | 2016年－2019年 | 溫和達 | 工聯會          |                 |
| 盛福     | 2020年－2023年 | 溫和達 | 工聯會 · 民建聯 |                 |

## 歷屆選舉結果
| 政党   | 政党       | 候选人    | 票数  | %     | ±      |
| ------ | ---------- | --------- | ----- | ----- | ------ |
|        | 工聯會     | ①. 溫和達 | 3,181 | 41.90 | ▼20.89 |
|        | 新民主同盟 | ②. 黃良喜 | 1,754 | 23.11 | 不適用 |
|        | 北區連線   | ③. 呂智恆 | 2,656 | 34.99 | 不適用 |
| 多数票 | 多数票     | 多数票    | 525   | 6.92  | 不適用 |

| 政党   | 政党   | 候选人 | 票数     | %      | ±      |
| ------ | ------ | ------ | -------- | ------ | ------ |
|        | 工聯會 | 溫和達 | 自動當選 | 不適用 | 不適用 |
| 多数票 | 多数票 | 多数票 | 不適用   | 不適用 | 不適用 |

| 政党   | 政党   | 候选人    | 票数  | %     | ±      |
| ------ | ------ | --------- | ----- | ----- | ------ |
|        | 工聯會 | ①. 溫和達 | 2,885 | 64.79 | ▲6.2‬0  |
|        | 民主黨 | ②. 王浩泉 | 1,568 | 35.21 | 不適用 |
| 多数票 | 多数票 | 多数票    | 1,317 | 29.58 | ▲12.44 |

| 政党   | 政党   | 候选人    | 票数  | %     | ±      |
| ------ | ------ | --------- | ----- | ----- | ------ |
|        | 民建聯 | ①. 溫和達 | 2,801 | 58.59 | 不適用 |
|        | 民主黨 | ②. 岑永根 | 1,980 | 41.41 | 不適用 |
| 多数票 | 多数票 | 多数票    | 821‬   | 17.17 | 不適用 |

| 政党   | 政党   | 候选人    | 票数  | %     | ±      |
| ------ | ------ | --------- | ----- | ----- | ------ |
|        | 獨立   | ①. 張君灝 | 1,192 | 25.31 | 不適用 |
|        | 民建聯 | ②. 溫和達 | 1,176 | 24.97 | 不適用 |
|        | 民主黨 | ③. 岑永根 | 2,342 | 49.72 | 不適用 |
| 多数票 | 多数票 | 多数票    | 1‬,150 | 24.42 | 不適用 |

| 政党   | 政党   | 候选人    | 票数  | %     | ±      |
| ------ | ------ | --------- | ----- | ----- | ------ |
|        | 民主黨 | ①. 岑永根 | 1,762 | 61.46 | 新選區 |
|        | 民建聯 | ②. 黃來娣 | 1,105 | 38.54 | 新選區 |
| 多数票 | 多数票 | 多数票    | 657   | 20.92 | 新選區 |

| 政党   | 政党   | 候选人 | 票数  | %     | ±      |
| ------ | ------ | ------ | ----- | ----- | ------ |
|        | 獨立   | 彭坤祥 | 1,373 | 68.07 | 新選區 |
|        | 自由黨 | 周鎮宇 | 644   | 31.93 | 新選區 |
| 多数票 | 多数票 | 多数票 | 729   | 36.14 | 新選區 |

## 備注及參考資料
1. ↑  其餘兩個選區分別為上水鄉郊選區（由鄉事派侯福達當選）以及沙打選區（由民建聯高維基當選）。

1. ↑   (PDF).   [2019-12-16]. （原始内容存档 (PDF)于2019-12-16）.
2. ↑   (PDF).   [2019-12-16]. （原始内容 (PDF)存档于2020-08-20）.
3. ↑  . 2016年立法會選舉.   [2016-09-25]. （原始内容存档于2018-11-22）.
4. 1 2  .   [2019-12-01]. （原始内容存档于2020-03-28）.
5. ↑  .   [2019-12-01]. （原始内容存档于2020-03-28）.